# Henry Lee Giclas
Henry Lee Giclas (Flagstaff, (Arizona), 9 december 1910 - aldaar, 2 april 2007) was een Amerikaanse sterrenkundige.
Hij studeerde sterrenkunde aan de Universiteit van Californië en aan de Universiteit van Arizona. Tussentijds en naast zijn universitaire studie werkte hij af en toe als assistent bij de Lowell Observatory, de sterrenwacht in Flagstaff. Na aan de Universiteit van Californië (Berkeley) in 1941 te zijn afgestudeerd was hij vanaf 1942 volledig aan de eerder genoemde sterrenwacht als astronoom werkzaam. Hij hield er zich bezig met astrofotografische opnamen van kometen en planetoïden (ook wel asteroïden genoemd) met als doel het bepalen van hun banen. Giclas ontdekte in totaal zeventien planetoïden waaronder Lowell, Anza en Oljato en diverse kometen waaronder de zijn naam dragende 84P/Giclas. 
Ook was hij vanaf 1957 achttien jaar lang in de weer met het doorvorsen van het heelal op zoek naar de planeet X. Daarbij  maakte hij gebruik van een telescoop met een diameter van 32 cm waarbij de foto-opnamen met een blinkmicroscoop werden vergeleken. Hij werkte hierbij samen met de sterrenkundigen Robert Burnham jr. en Norman G. Thomas.
Daarnaast was Giclas van 1968 tot 1979 adjunct-hoogleraar in de astronomie aan de Staatsuniversiteit van Ohio waar hij studenten hielp bij hun onderzoek op de Lowell Observatory. Vanaf 1972 had hij eveneens een soortgelijke betrekking aan  de Universiteit van Northern Arizona. Officieel pensioneerde hij in 1979 maar officieus bleef hij op de sterrenwacht doorwerken.
Henry Lee Giclas te wiens ere de planetoïde 1741 Giclas is vernoemd,  overleed op 96-jarige leeftijd.